# Licaria hirsuta
Licaria hirsuta är en lagerväxtart som beskrevs av H. van der Werff. Licaria hirsuta ingår i släktet Licaria och familjen lagerväxter. Inga underarter finns listade i Catalogue of Life.